# George Milner Tozaka

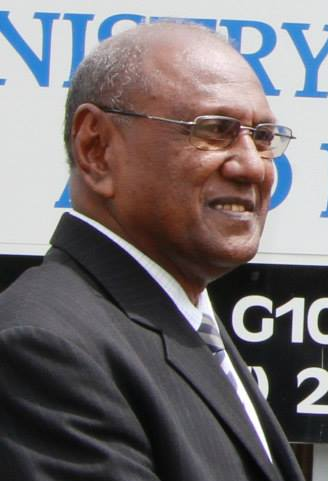
George Milner Tozaka (2015)

George Milner Tozaka (* 21. Oktober 1951 in Ropalado) ist ein salomonischer Politiker und Diplomat. Er ist seit Dezember 2014 Außenminister des Inselstaates.

## Werdegang
Tozaka studierte Management und Soziologie an der University of the South Pacific in Suva. Ab 1984 war er in verschiedenen Ministerien tätig, wobei er von 1984 bis 1985 Vorsitzender des nationalen Katastrophenrats war. Im Zeitraum von 2000 bis 2005 arbeitete er als Hoher Kommissar der Salomonen in Australien, ehe er bei der Parlamentswahl 2006 als parteiloser Kandidat im Wahlkreis North Vella Lavella antrat und nach seinem Sieg erstmals Mitglied des Parlaments der Salomonen wurde. 2006 und erneut von 2007 bis 2010 war er Minister für den öffentlichen Dienst, 2010 trat er in die People’s Alliance Party (PAP) ein. Am 15. Dezember 2014 wurde er Außenminister im Kabinett von Manasseh Sogavare und damit Nachfolger von Clay Forau Soalaoi.